# Hội đường Do Thái Phố Páva, Budapest

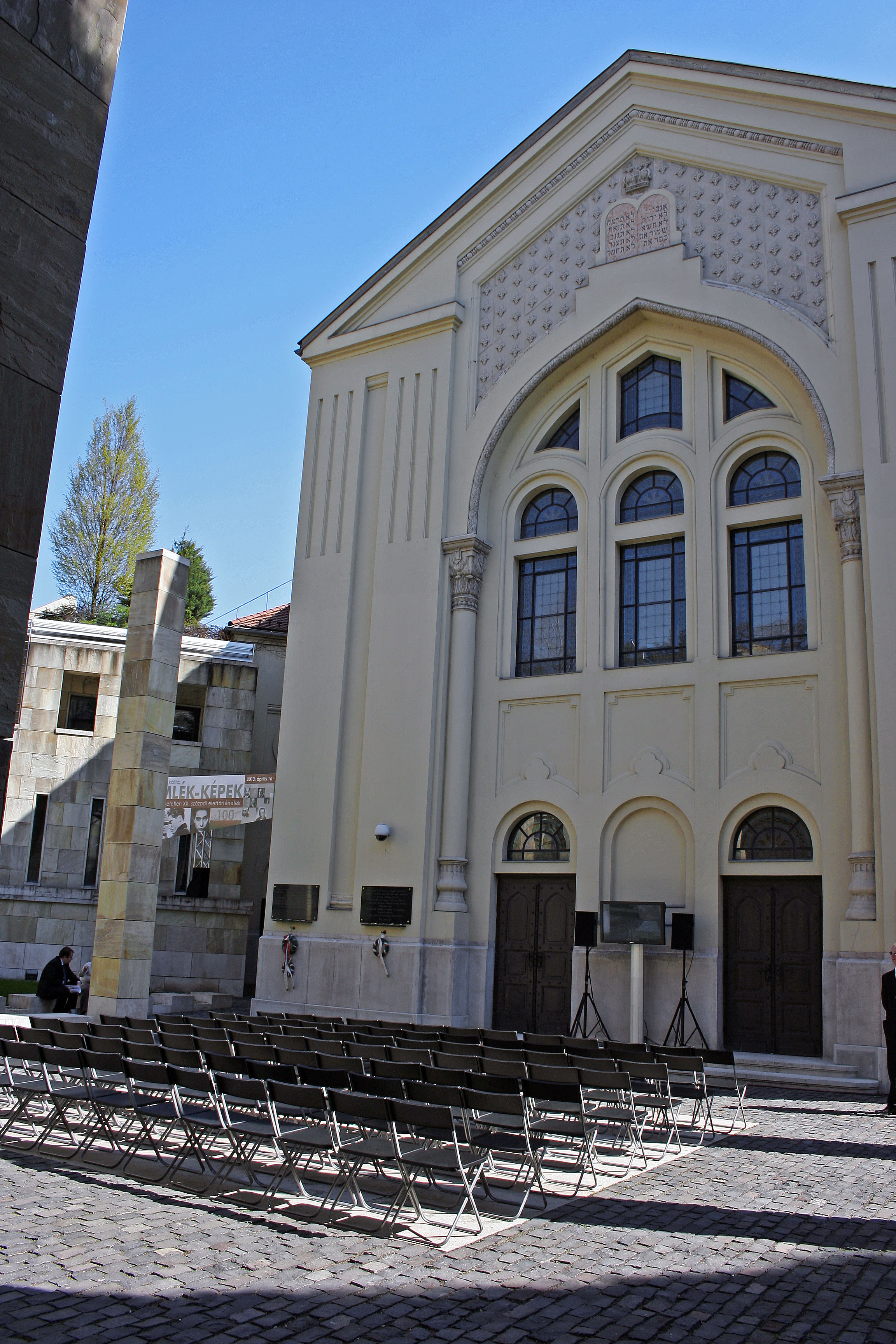
Hội đường Do Thái Phố Páva

Hội đường Do Thái Phố Páva là một trong những nhà thờ nổi tiếng có quy mô lớn ở Hungary. Phố Páva do Lipót Baumhorn thiết kế và xây dựng vào nửa đầu thế kỷ 20. Ngày nay hội đường thuộc quản lí của Trung tâm Tưởng niệm Holocaust và hội  đường Do Thái Budapest.

## Lịch sử
Năm 1910, những người Do Thái ở Budapest đã họp bàn và cùng nhau lên kế hoạch xây dựng một hội đường Do Thái với quy mô lớn. Họ quyết định mua lại lô đất ở góc phố Páva và phố Tűzoltó (thuộc sở hữu bởi nhà máy Belatini Braun Géza) để xây dựng hội đường. Kiến trúc của công trình do kiến trúc sư Miklós Román đảm nhiệm thiết kế. Mặc dù mọi sự chuẩn bị đã hoàn tất, nhưng do Chiến tranh thế giới thứ nhất bùng nổ từ năm 1914 đến 1918 nên kết hoạch này không thành hiện thực. Tuy nhiên đến năm 1923, Lipót Baumhorn - một người cao tuổi của một hội đường Do Thái ở Hungary đã đưa ra một kế hoạch mới trong chương trình nghị sự. Kế hoạch này nhanh chóng được phê duyệt và hội đường Do Thái chính thức xây dựng vào tháng 1 năm 1924.
Theo quy mô thiết kế của kiến trúc sư Baumhorn, sau khi hoàn thành, sức chứa của hội đường Phố Páva có thể lên tới 1.700 người và được quản lý bởi Cộng đồng Do Thái Pest. Ngày 17 tháng 4 năm 1926, Tạp chí Equality đã viết bài khen ngợi nội thất của hội đường Phố Páva nhằm giới thiệu hội đường tới nhiều khán giả hơn. Cụ thể, tạp chí đã mô tả: "Bên lớp mạ vàng sang trọng, ba màu truyền thống của người Do Thái là xanh lam, trắng, vàng cũng được kết hợp hài hòa, khéo léo trong các chi tiết nội thất của hội đường. Phong cách vẽ mới lạ, đặc biệt là họa tiết rèm treo thường được sử dụng trong hội họa thời trung cổ. Trên lan can của phòng trưng bày là bức tranh những cánh đồng điểm xuyết với hoa loa kèn maccabe. Ngoài ra còn có hai trụ màu xanh lam bên cạnh điện thờ tượng trưng cho hai cột của Đền thờ Solomon. Trong vòng cung lớn của hội đường, nổi bật nhất là khẩu hiệu của đạo Do Thái: "Hãy yêu người xung quanh như yêu chính mình" bằng tiếng Do Thái và tiếng Hungary. Tất cả các họa tiết trên đều do kiến trúc sư Lipót Baumhorn thiết kế và vẽ từng chi tiết nhỏ nhất."
Vào những năm 1980, hội đường Phố Páva được sử dụng làm văn phòng và phòng văn hóa của khu tôn giáo địa phương Israel. Tuy nhiên, sảnh cầu nguyện vẫn phục vụ cho các nghi lễ tôn giáo. Các toà nhà hiện đại của Trung tâm Tư liệu và Đài tưởng niệm Holocaust cũng xây dựng xung quanh hội đường trong thời gian này.

## Một số hình ảnh

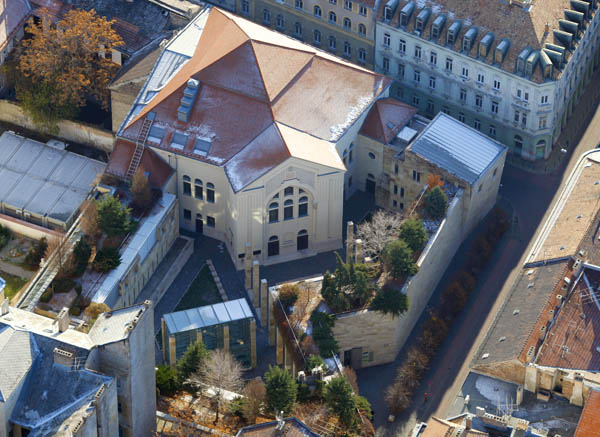
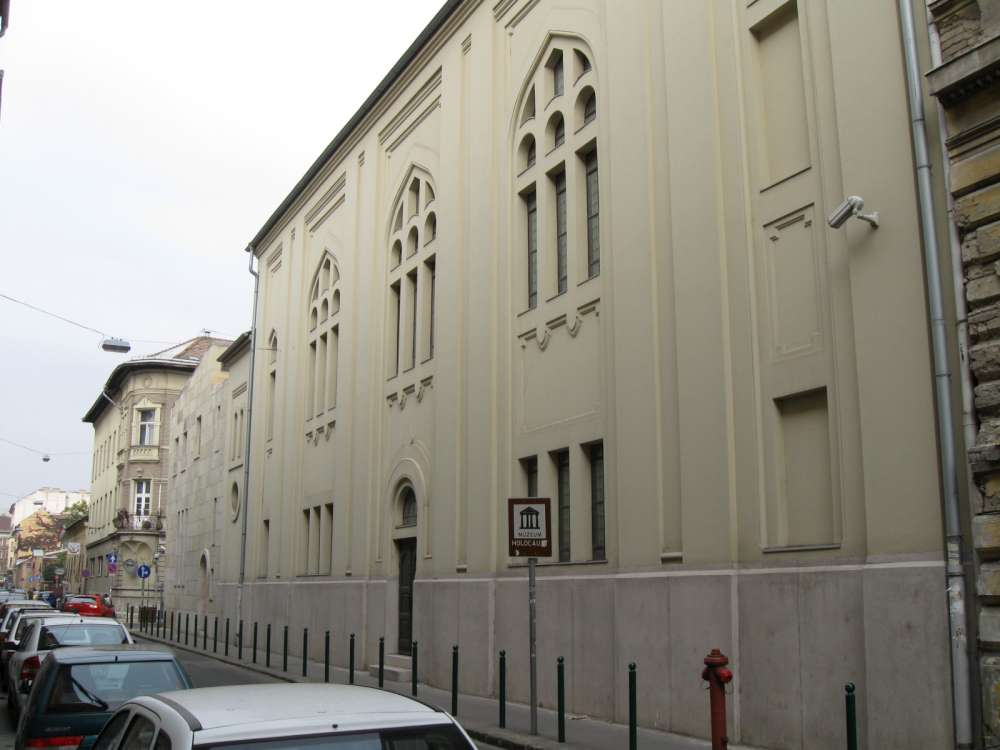
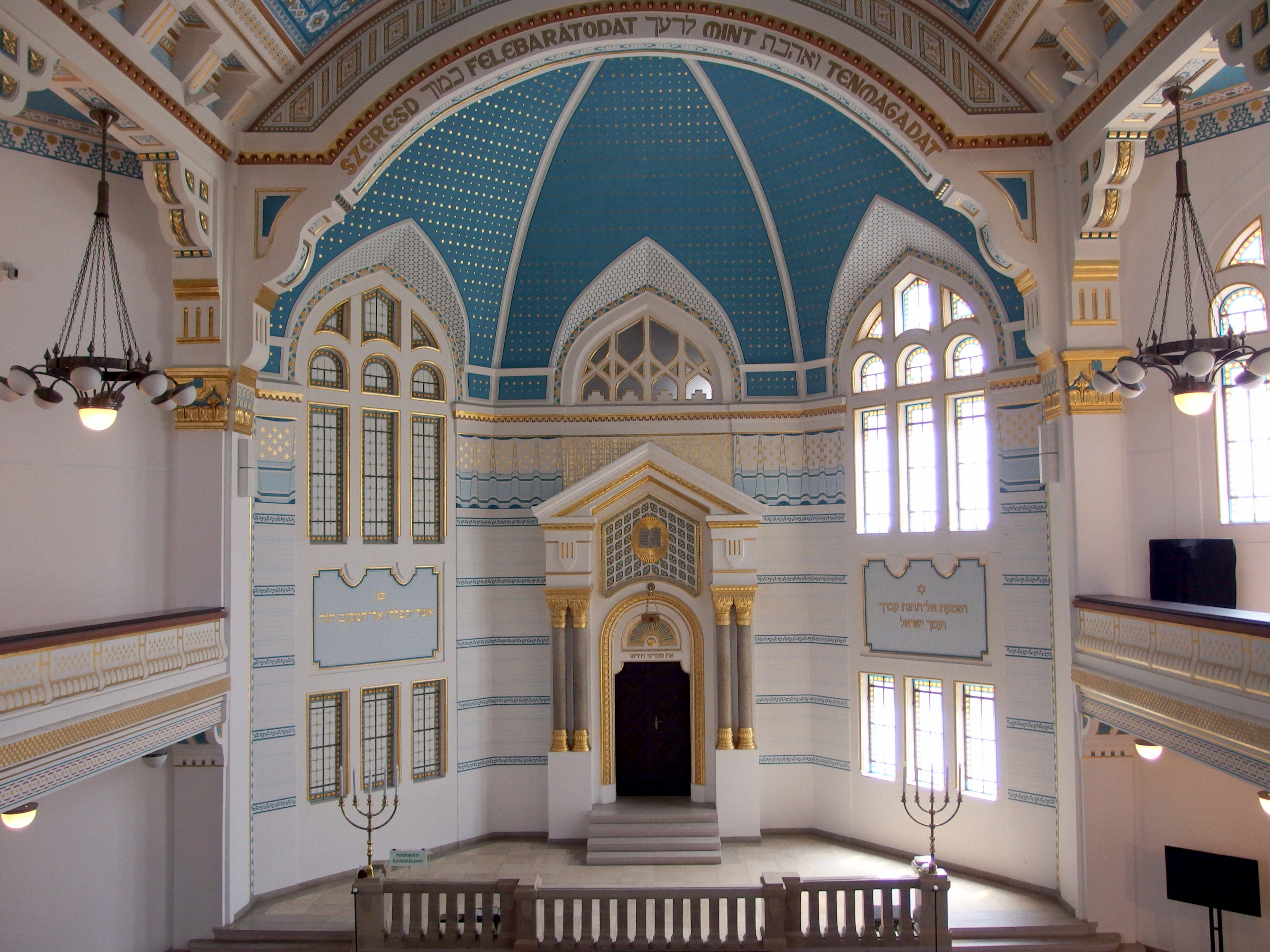
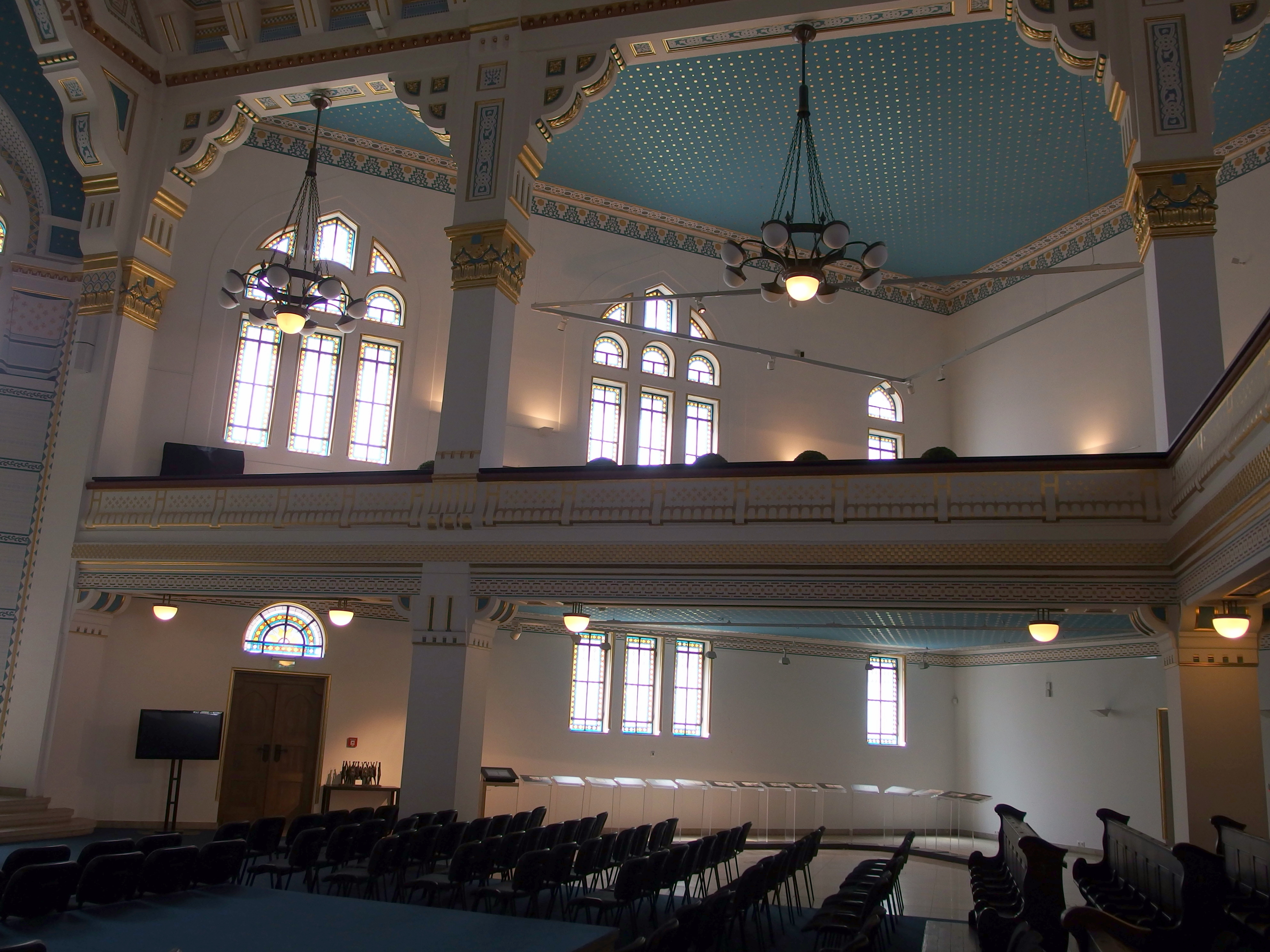
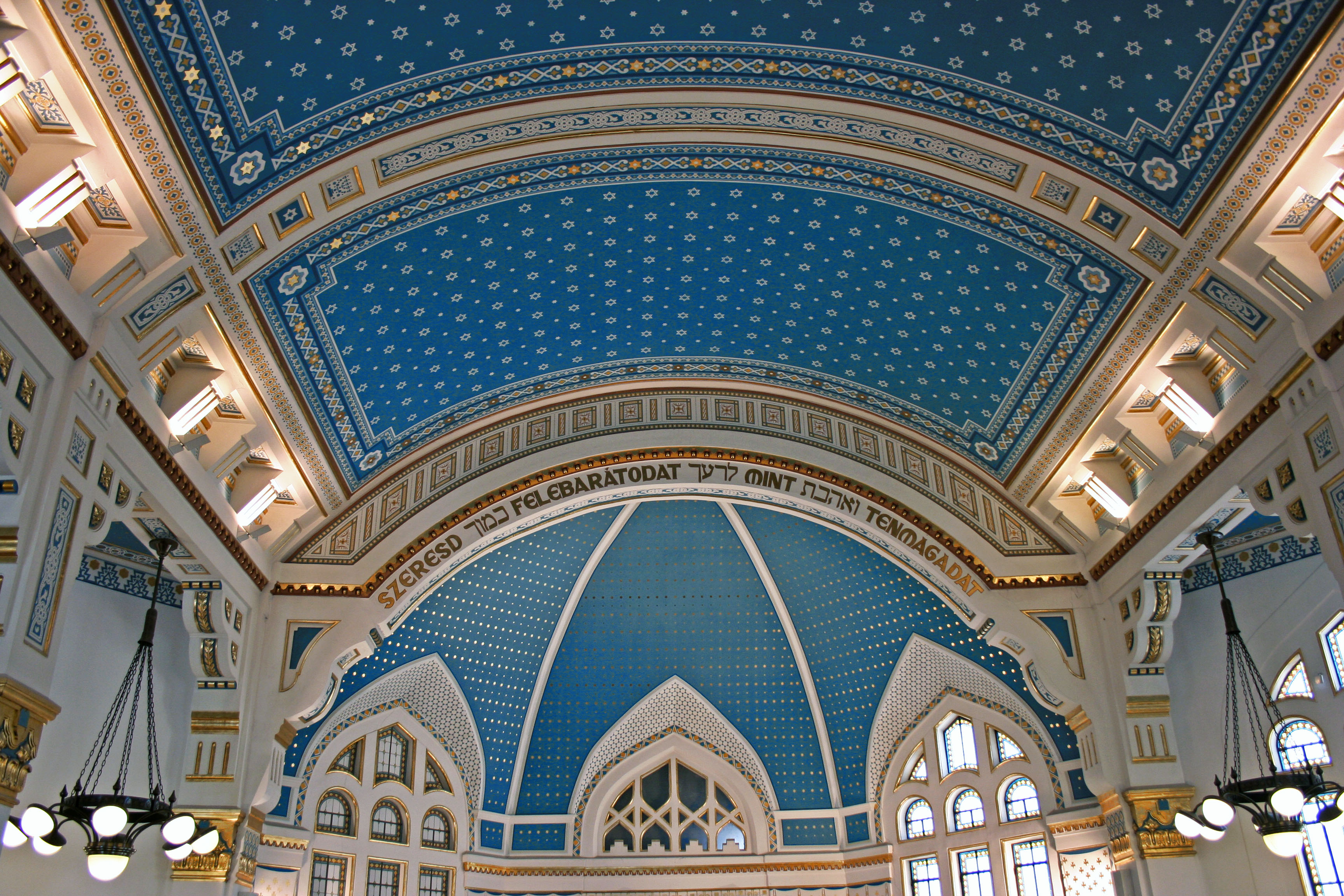
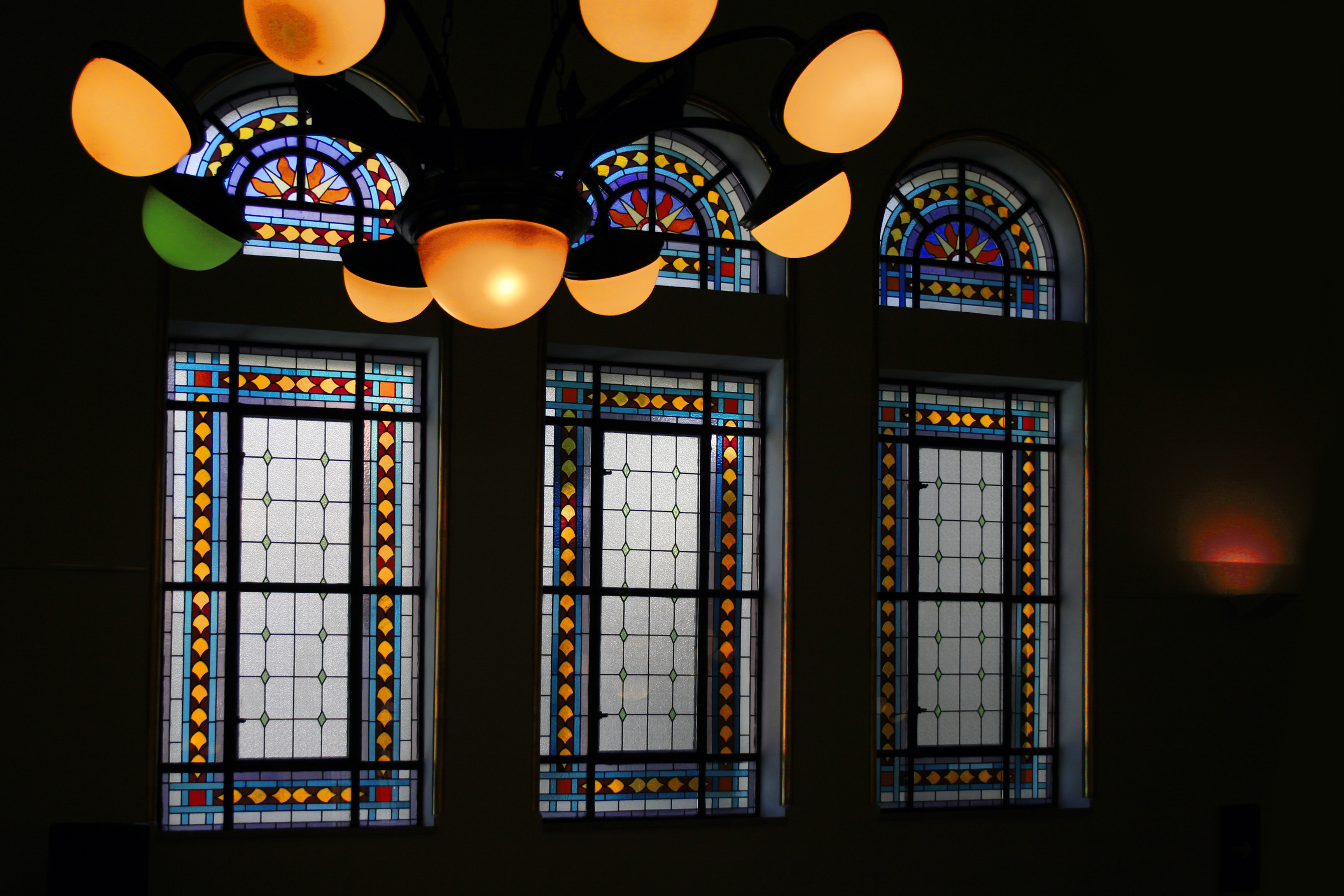
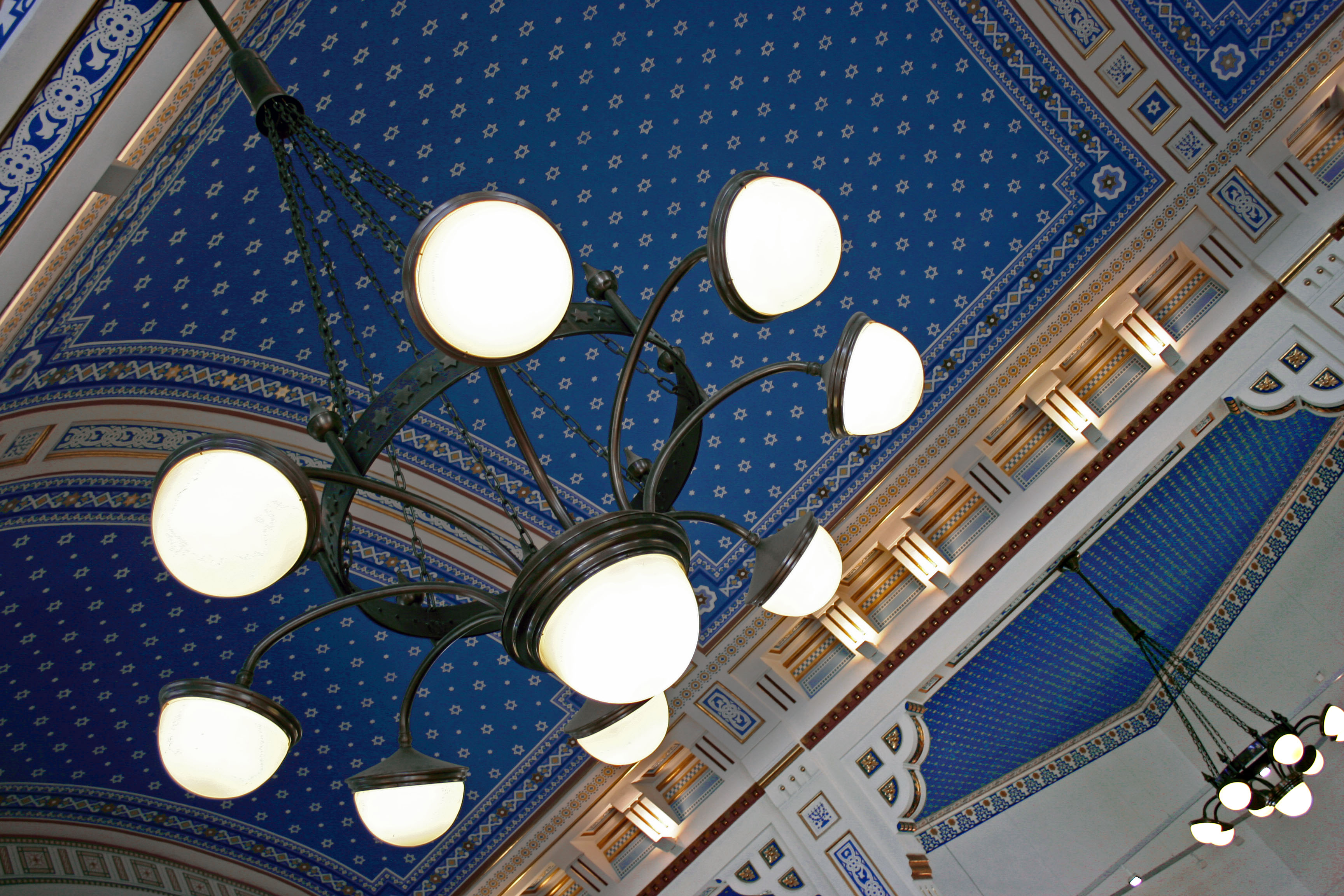
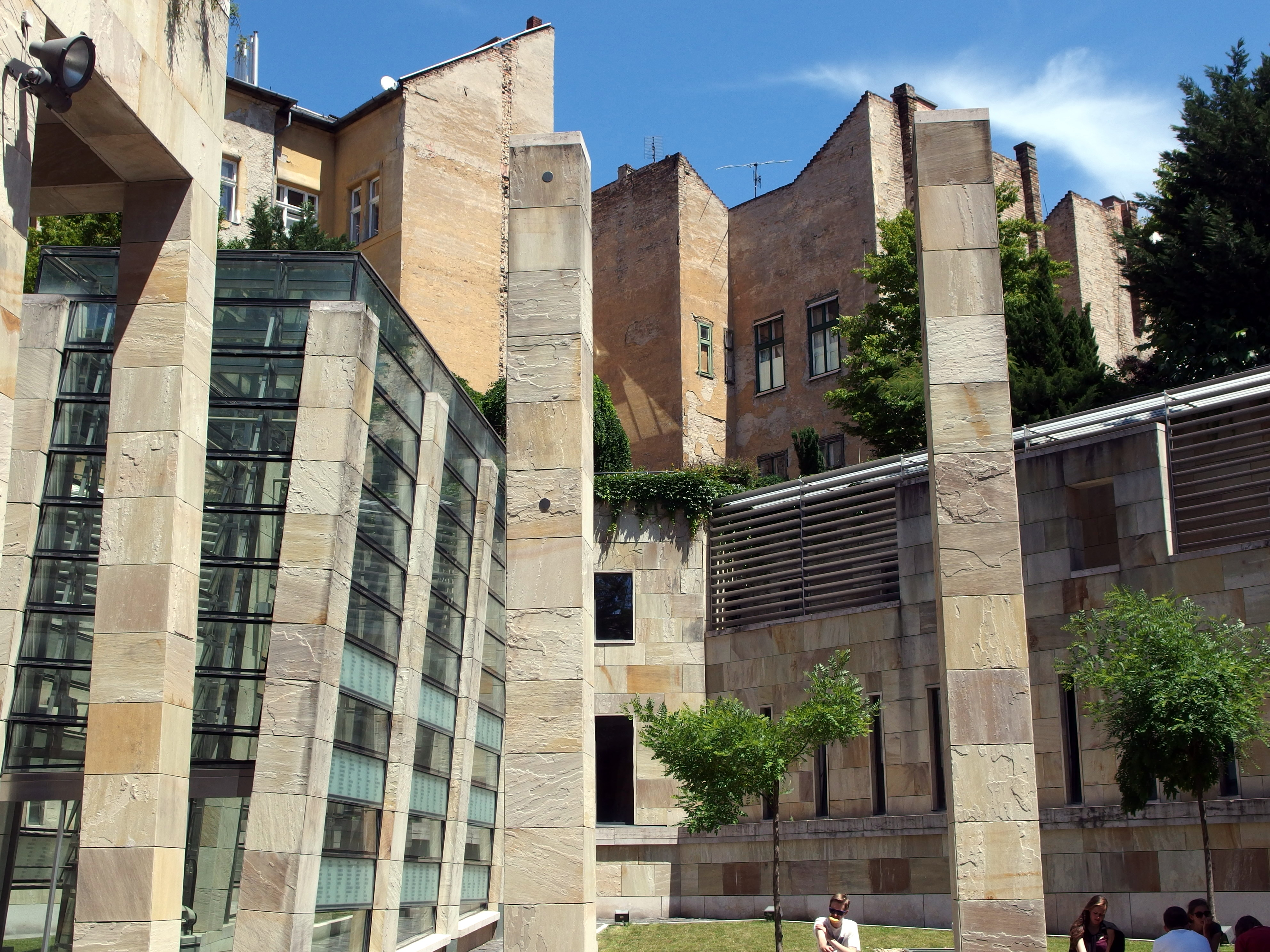

## Video
- Video về Hội đường